# Gabriel Dimisianu
Gabriel Dimisianu (n. 25 ianuarie 1936, Brăila, România) este un critic literar român, specializat în proza română contemporană.

## Biografie
S-a născut în familia librarului Iancu Dimisiano și a soției sale, Mărioara (n. Burtan), primind la naștere numele Anghel-Gabriel Dimisiano. A urmat Școala primară nr. 4 din Brăila (1941-1946), Liceul „Nicolae Bălcescu” din Brăila (1946-1953) și apoi Facultatea de Filologie, secția limba și literatura română, a Universității din București (1953-1958). După absolvirea facultății a lucrat ca redactor la Gazeta literară (1958-1964), Scînteia (1964-1965) și Gazeta literară (1965-1967), redactor-șef adjunct la Amfiteatru (1967-1968) și Gazeta literară (1968-1984), apoi redactor (1984-1989), redactor-șef (1990-1993) și director adjunct (din 1993) la România literară.
A publicat timp de peste patru decenii cronici ale literaturii române contemporane, fiind unul dintre cei mai longevivi critici literari români.
Gabriel Dimisianu a fost decorat la 1 decembrie 2000 cu Ordinul Național „Serviciul Credincios” în grad de Cavaler „pentru realizări artistice remarcabile și pentru promovarea culturii”.

## Activitatea literară
A debutat cu articole de critică literară în Gazeta literară, colaborând apoi cu cronici și recenzii ale noilor apariții literare, precum și cu studii critice, în periodicele Contemporanul, Luceafărul, Flacăra, Convorbiri literare, Ramuri, Steaua, România liberă. Cronicile sale literare, risipite prin diferire reviste, au fost incluse în cărțile de critică literară publicate ulterior. El a prefațat ediții ale operelor lui I. A. Bassarabescu, Geo Bogza, Gheorghe Brăescu, I. L. Caragiale, George Călinescu, Pompiliu Constantinescu, Ion Creangă, Mircea Eliade, Ion Ghica, Titu Maiorescu, Erik Majtényi, Hortensia Papadat-Bengescu și Camil Petrescu.
Adept autodeclarat al stilului critic al lui Eugen Lovinescu, Dimisianu a fost interesat în principal de proza contemporană, fără a ignora totuși proza clasică. Cronicile sale sunt echilibrate, lipsite de excese, și scrise cu un ton moderat și pașnic, afirma Nicolae Manolescu. În plină epocă protocronistă Dimisianu alege să urmeze spiritul critic raționalist al lui Titu Maiorescu și al urmașilor săi: Pompiliu Constantinescu, Șerban Cioculescu și Perpessicius, Vladimir Streinu.
Criticul Marian Papahagi îl considera pe Gabriel Dimisianu un „observator atent al actualității literare, înclinat mai cu seamă spre analiza prozei românești contemporane”. Volumul Nouă prozatori (1977) îi include pe cei mai reprezentativi prozatori ai anilor 1960, cu excepția lui Alexandru Ivasiuc, autor ale cărui scrieri nu au fost niciodată comentate de Dimisianu. Lumea criticului (2000) este o carte cu caracter polemic, conținând însemnări despre ideile și dezbaterile literare ale vremii, respingând acuzele existenței unui „vid de creație” în perioada comunistă și regretând dispariția spiritului critic în perioada postdecembristă. Volumul Amintiri și portrete literare (2003) conține evocări „reținute sentimental, pline de tandrețe și umor” ale scriitorilor pe care i-a cunoscut.
Interesat mai ales de literatura contemporană și de redescoperirea unor cărți uitate, Dimisianu nu i-a ignorat pe scriitorii clasici, scriind periodic cronici ale operelor lui Costache Negruzzi, Ion Ghica și Ion Creangă. Studiul Introducere în opera lui Constantin Negruzzi (1984) este considerat de Nicolae Manolescu drept una dintre cele mai bune analize a operei negruzziene.
Activitatea critică a lui Gabriel Dimisianu a fost apreciată de specialiști, care i-au decernat Premiul pentru critică și istorie literară al Uniunii Scriitorilor pe 1977 (pentru vol. Nouă prozatori) și pe 1983 (pentru vol. Lecturi libere) și Premiul Filialei București a Uniunii Scriitorilor pe 2000 și Premiul „Titu Maiorescu” al Academiei Române.

## Distincții
- Ordinul național „Serviciul Credincios” în grad de Cavaler (1 decembrie 2000) „pentru realizări artistice remarcabile și pentru promovarea culturii, de Ziua Națională a României”[4]

## Opera
- Schițe de critică, București, 1966;
- Prozatori de azi, București, 1970;
- Valori actuale, București, 1974;
- Nouă prozatori, București, 1977;
- Opinii literare, București, 1978;
- Lecturi libere, București, 1983;
- Introducere în opera lui Constantin Negruzzi, București, 1984;
- Subiecte, București, 1987;
- Repere: Pompiliu Constantinescu, Ș. Cioculescu, Perpessicius, Vl. Streinu, București, 1990;
- Clasici români din secolele XIX și XX, București, 1996;
- Lumea criticului, București, 2000;
- Amintiri și portrete literare, București, 2003 (ediția a II-a, 2004);
- Fragmente contemporane, București, 2004.

## Vezi și
- Iarna bărbaților de Ștefan Bănulescu.